# Грязная Мэри, сумасшедший Ларри
«Грязная Мэри, сумасшедший Ларри» (англ. Dirty Mary, Crazy Larry) — кинофильм.

## Сюжет
Ларри — первоклассный автогонщик. Вместе со своей подругой Мэри и механиком Диком они грабят продовольственный магазин, рассчитывая получить средства на создание профессионального автодрома. Их упорно преследует полиция.

## В ролях
- Питер Фонда — Ларри
- Вик Морроу — Эверет Франклин
- Сьюзан Джордж — Мэри
- Адам Рорк — Дик Соммерс
- Родди Макдауэлл — Джордж Стентон
- Кеннет Тоби — Карл Донахью